# 室町幕府

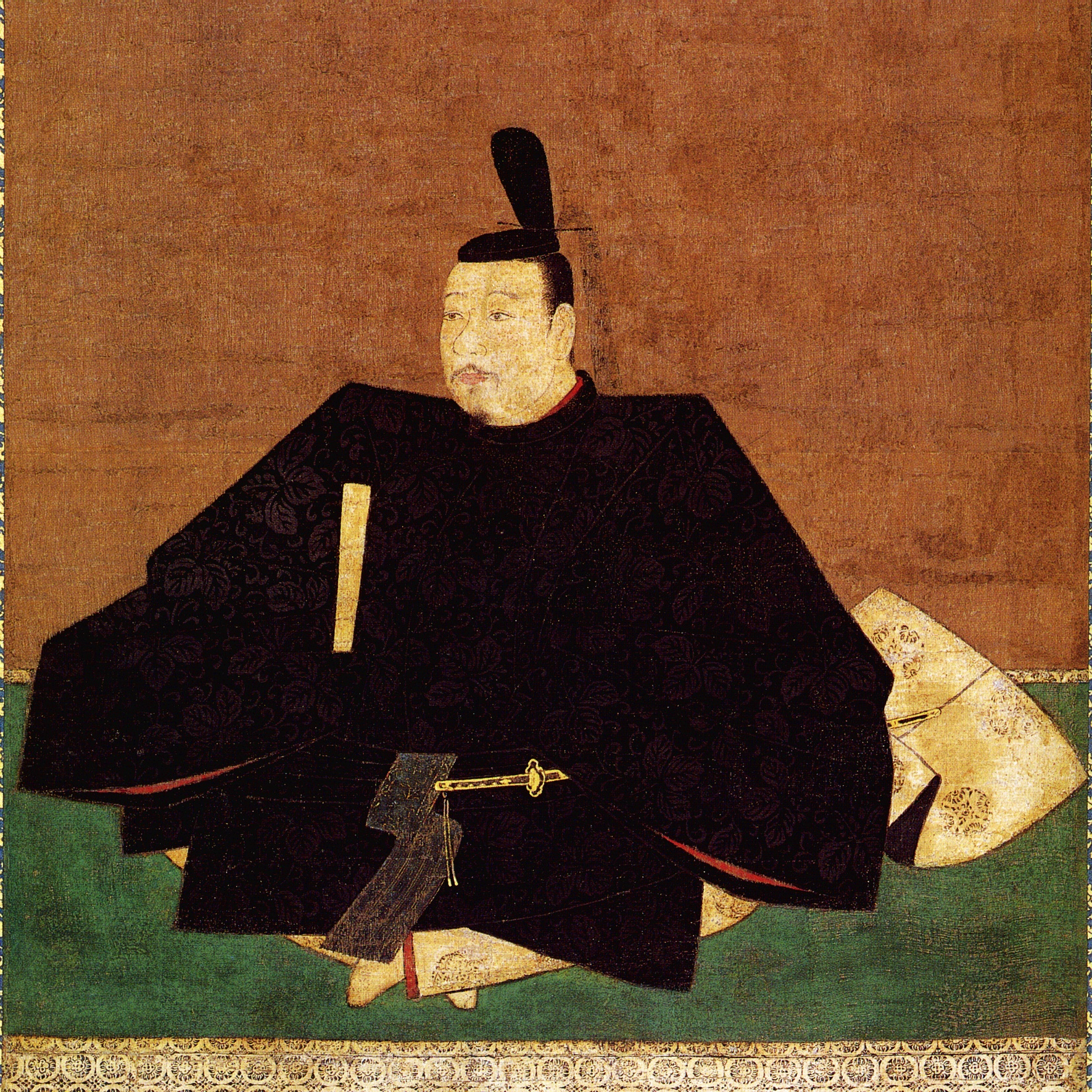
室町幕府初代征夷大將軍足利尊氏

室町幕府（日语：／ Muromachi Bakufu），也称足利幕府（日语：／ Ashikaga Bakufu），是日本历史上第二个幕府政权，由足利尊氏于1338年开设，终于1573年，其间共经历16代室町征夷大将军（由於第10和12代將軍是同一人，所以有說是15代）。室町幕府雖然長達二百多年，但有一半時間國家處於戰亂之中，幕府並無能力去控制擁兵自重的大名，日本步入長達一個半世紀的战国时代。

## 成立
鎌倉幕府後期，幕府内部勢力動搖，後醍醐天皇暗中决定推翻幕府的統治。正中元年（1324年），後醍醐天皇的倒幕計劃被察覺從而失敗。元弘元年（1331年），後醍醐天皇再次起兵，但又一次遭到失敗，並被流放到隱岐（现在日本島根縣隱岐島），光嚴天皇作为傀儡被幕府擁立。此時，仍有數個勢力擁護流亡的後醍醐天皇，如皇子護良親王和武士楠木正成等，與幕府的軍隊展开了戰鬥。幕府内部北條氏的御家人也开始反對幕府。足利尊氏就是其中較有實力的一方，他最初開始帶領幕府軍與反對者戰鬥，後来才倒戈支持天皇。
元弘3年，鎌倉幕府滅亡。後醍醐天皇迫使光嚴天皇退位，廢止攝政、關白的制度，自己準備開始親政，是為建武新政。然而，这些舉措觸動了武士階级的利益，造成了他們的不满。足利尊氏借討伐镰仓幕府殘餘勢力发动的中先代之亂，出兵關東。平定了這次叛亂之后，又以討伐新田义贞為名義，於次年攻入京都。足利尊氏在與保皇派楠木正成等人的戰鬥中一度失败，但後来建武3年（1336年）又再度攻陷京都，擁立光明天皇、幽閉了後醍醐天皇，公佈《建武式目》，开启。不久，後醍醐天皇從京都逃到吉野（今奈良縣吉野町），宣稱自己的正統。這時，日本出現了兩位天皇，南北朝時代開始。1338年，足利尊氏被北朝任命為征夷大將軍，於京都開設幕府。由於後来第三代將軍足利義滿在京都室町建造了花之御所作為政務場所，因此足利幕府被稱呼為“室町幕府”。

## 政治

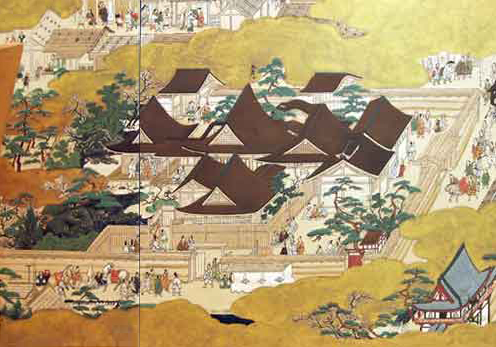
花之御所

随着南朝军事统帅楠木正成和新田义贞战死，即便后来出现足利直義和足利尊氏之間內鬥的观应之乱以至兩人曾先後一度倒向南朝，以及足利尊氏之子足利直冬也起兵反抗足利尊氏，然而其後北朝在足利尊氏的孫輩足利義滿的扶持之下，仍在南北朝的內戰中获得最终的胜利。
在室町幕府之初，足利尊氏、足利义诠作為前两代将军，主要着力于国内战乱、平衡各地守護的势力。到了第三代的足利义满进一步削弱势力过于强大的地方势力，例如山名氏，室町幕府的统治得到巩固，且足利义满不仅担任征夷大将军，还兼任了公家顶级官职太政大臣。
在足利義滿時期，室町幕府的行政機構也大體形成，大體上沿襲了鎌倉幕府的形式。管領主要輔佐將軍職務。其中，政所主要管理財政，侍所則負責京都内外警衛和刑事裁决。管領由細川氏、斯波氏和畠山氏輪流擔任，是為“三管領”，而侍所長官則由赤松氏、一色氏、山名氏和京極氏擔任，是為“四職”，幕府核心由“三管四職”構成。

室町幕府行政机构简图

在地方行政上，室町幕府在镰仓设立镰仓府，最初足利尊氏三子足利基氏任镰仓公方（關東公方）。镰仓府在行政、司法、军事方面具有相对的独立性。关东公方的执事称为關東管領，由上杉氏世袭。此外，还设有探題，如奥州探题、九州探题、羽州探题，并在各令制国设守护，在庄园设置地头，加强对地方的管理。

## 財政
經濟上，室町幕府在各地分散地設立公方御料所和政所御料所，作為其直轄領地，由足利氏的譜代家臣代管，徵收年貢。幕府也向各地守護、地頭課稅。此外，幕府還在交通要道徵收關税。在足利義滿的時期，幕府開始在京都對高利貸行業徵收土倉稅，對釀酒行業徵收酒屋税。
日本與明朝的對外貿易也是室町幕府的重要財政收入来源。中國的元末明初時期，九州和瀨戶内海地區的武裝商人集團也從事對外貿易，不過在商業不順利的情况下，他们就變為海盗（倭寇），騷擾中國和朝鲜沿海地區。明朝建立后曾派出使者，要求室町幕府禁止倭寇。應永4年（1401年），足利義滿下令九州探題，要求禁止倭寇，同時向明朝派出使者，建立邦交。足利義滿在致明成祖朱棣的書信中自稱“日本國王臣源”，朱棣則在國書中稱呼足利義滿為“日本國王源道義”。應永11年（1404年），雙方就勘合貿易達成協議，幕府從中得到大量經濟利益。後來，一些守護大名逐漸掌握了勘合貿易的實際權力。天文20年（1551年），當時掌控勘合貿易的大内氏滅亡，勘合貿易中斷，此時倭寇又開始了活動，直到後来豐臣秀吉下令禁止。

## 長期混亂導致戰國時代
隨著諸如鎌倉府等地方勢力的發展，室町幕府與各地勢力矛盾日益激化。1438年，足利義教出兵討伐足利持氏，史稱永享之亂。嘉吉元年（1441年），“四職”之一的赤松滿祐刺殺足利義教。儘管他很快就被幕府方面消滅，但是室町幕府的權威卻降低了。这一事件被稱為嘉吉之亂。同時期，各地的農民也發生了暴動，在日本史上稱為土一揆。幕府被迫發佈《德政令》。
第八代將軍足利義政儘管在藝術上有所成就（建立了銀閣，促進了“東山文化”），卻在政治上因為繼承人的問題，在應仁元年（1467年）造成了應仁之亂。各地守護勢力日益發展，奪取了幕府在各地的莊園。幕府的勢力逐漸縮小到京都及週邊山城國一地。京都由於內戰，遭到了嚴重的損毀。各地大名的軍事實力也不斷加強，各自割據一方。日本陷入長達一個半世紀的全國性混戰，史稱戰國時代。
在這一時期，幕府將軍境遇慘淡，甚至成為大名的傀儡。永祿8年（1565年），被松永久秀和三好三人眾視為眼中釘的第十三代幕府將軍足利義輝被松永久秀和三好三人眾所弒殺。

## 滅亡
永禄11年（1568年），當時實力雄厚的織田信長扶植長期流亡在外的足利義輝之弟足利義昭成為第十五代幕府將軍，挾為傀儡以號令天下。足利義昭並不甘心作織田信長手中的傀儡，於是暗中聯絡各地勢力大名，意圖挑戰織田信長的權威，導致他於天正元年（1573年）被織田信長流放趕出京都。室町幕府至此滅亡。雖然足利義昭被流放，但他依舊保有“征夷大將軍”的名義直至1588年他辭去此職位。故而也有人主張室町幕府的滅亡時期應為1588年而非1573年。